# Whitecross
I Whitecross sono una christian heavy metal band formatasi nel 1986 a Chicago, USA.
Pubblicarono il loro primo album, l'omonimo Whitecross nel 1987.
I loro successivi dischi sono da alcuni paragonati con alcuni lavori dei Ratt e dei Whitesnake per le sonorità hair metal oriented. Però, dall'abbandono del chitarrista Rex Carroll nel 1992, il suono del gruppo subì un drastico cambiamento, tale che addirittura alcuni fans si divisero tra quelli che preferivano gli album degli inizi e invece quelli che preferivano esclusivamente quelli recenti.
I Whitecross hanno vinto ben tre Dove Award, due per la categoria "Hard music album of the year" (con Triumphant Return nel 1990 e In the Kingdom nel 1992) e uno per la categoria "Hard music recorded song of the year", grazie alla canzone Come unto the Light, dell'album Unveiled (1995).
Nel 1998 il cantante Scott Wenzel lasciò il gruppo per un periodo di sette anni (eccetto un concerto insieme a Carroll nel 2002), per dedicarsi ad altri progetti come una missione in Sud America. 
Nel 2004 l'ex bassista Tracy Ferrie entrò ufficialmente a far parte della chiristian metal band degli Stryper.
Nel 2005, il gruppo pubblicò con Scott e Rex un nuovo album (Nineteen Eighty Seven), che conteneva vecchie canzoni ri-arrangiate e un nuovo brano strumentale di Carroll.

## Formazione

### Formazione attuale
- Scott Wenzel - voce
- Rex Carroll - chitarra (1987 - 1992, 2005 - )
- Mike Feighan - batteria (1991 - 1995, 2005 - )

### Ex componenti
- Barry Graul (MercyMe) - chitarra (1994 - 1995)
- Quinton Gibson - chitarra (1996)
- Mark Hedl - batteria (1987 - 1988)
- Mike Elliott - batteria (1989)
- Troy Stone - batteria (1996)
- Jon Sproule - basso (1987 - 1988)
- Rick Armstrong - basso (1989)
- Butch Dillon - basso (1991)
- Scott Harper - basso (1992)
- Tracy Ferrie - basso (1994 - 1995)
- Brent Denny - basso (1996)

## Discografia
- 1987 - Whitecross
- 1988 - Love on the Line (EP)
- 1988 - Hammer & Nail
- 1989 - Triumphant Return
- 1991 - In the Kingdom
- 1992 - High Gear
- 1993 - To The Limit: The Best of Whitecross
- 1994 - Unveiled
- 1995 - Equilibrium
- 1996 - Flytrap
- 1998 - One More Encore
- 2005 - Nineteen Eighty Seven